# Cuba City
Cuba City – miasto w Stanach Zjednoczonych, w stanie Wisconsin, w hrabstwie Grant.